# Dulce Nombre (La Unión)
Dulce Nombre – dystrykt w Kostaryce; w prowincji Cartago.

## Geografia
Dulce Nombre ma powierzchnię 8,35 km² i leży na wysokości 1445 metrów nad poziomem morza.

## Demografia
W 2011 roku dystrykt Dulce Nombre liczył 7893 mieszkańców.

## Transport

### Transport drogowy
Przez Concepción biegną następujące drogi krajowe:
- Droga krajowa nr 202
- Droga krajowa nr 221